# A3-as autópálya (Olaszország)
Az A3-as autópálya egy 494,9 km hosszúságú autópálya Olaszországban. Az út Campania régiókon halad keresztül. Fenntartója az Autostrade Meridionali.

## Története
Az első Nápoly-Pompei szakasz befejezése 1929 június 22-én készült el. A Pompei-Salerno szakaszt 1961. július 16-án adták át. Ez a szakasz leállósáv nélküli, 80 km/h és 100 km/h sebességkorlátozású a hegyvidéki nyomvonal és kanyargós útvonal vezetés miatt.
1964-ben az olasz kormány úgy döntött, hogy finanszírozza az autópálya építkezést, amely összeköti a többi olaszországi régiót Calabriával és a korábban elzárt területet az alábbi szerint átadott autópálya tárta fel:
- 1966: Salerno - Lagonegro
- 1968: Lagonegro - Cosenza h
- 1969: Cosenza - Gioia Tauro
- 1972: az autópálya elkészült Reggio Calabriaig.

A megnyitott autópálya két keskeny sávon üzemelt mindkét irányban, és nem volt leállósáv. Mivel a veszélyesek voltak a kanyarok, az út pedig keskeny (3,5 méter széles forgalmi sáv), a következő évben már több tucat baleset és forgalmi dugók alakult ki. Az elhagyatott állapotú út végül teljes felújításra került vagy - azon részeit, ahol a megnövekedett szükségletek megkövetelték - új szakasz épült. A bővítést a földrajzi körülmények megnehezítették. Új alagutakat és hidakat kellett építeni, a szűk kanyarokat a nagyobb ívsugárral mérsékelték, a csomópontokat a vonatkozó európai szabványokhoz igazították. A következő évben következetes korszerűsítési program indult.
1997-ben megkezdődött felújítási és bővítési programot 2003-ig tervezték befejezni, de csak 2008-ban készült el az első fő rész, azaz a hatsávos út csomóponttól Salernotól  Sicignano degli Alburni-ig. Az ezt követő években rehabilitálták a Calabriát elérő szakaszt. 2009-ben 2013-as befejezést ígértek meg, de 2014 júliusában még 38 km hosszúságban folyt munkavégzés és 69 km még hátra volt. Az új végső határidőt 2018-ra tűzték ki. Az eredetileg tervezett műszaki tartalom szerinti átadására 1972. helyett végül 2016. december 23-án került sor úgy, hogy további munkálatok zajlanak még. Az A3 autópálya iskola példája a késésekkel és hiányosságokkal végrehajtott állami beruházásoknak Olaszországban.

### Költségek és korrupció
1996-tól 2015-ig, 10,8 milliárd eurót költöttek el, a befejezéshez további 2,8 milliárdot becsülnek. Annak ellenére, hogy az európai összehasonlításban rendkívül magas költséggel, mintegy 26 millió eurós kilométerenkénti díjjal történt a kivitelezés, az elvégzett sok a munka elégtelen lett, így a megújult szakaszokon máris kivitelezési hibák jelentkeztek. A beruházás során 1000 vállalkozónak és konzorciumnak veszett már nyoma. 2016 februárjában 70 embert ítélt el, köztük vállalkozókat, szakszervezeti tagokat és a helyi politikusokat, bírókat, a csalás, a korrupció és más bűncselekmények nyomozásával megbízott hivatal.

## Galéria

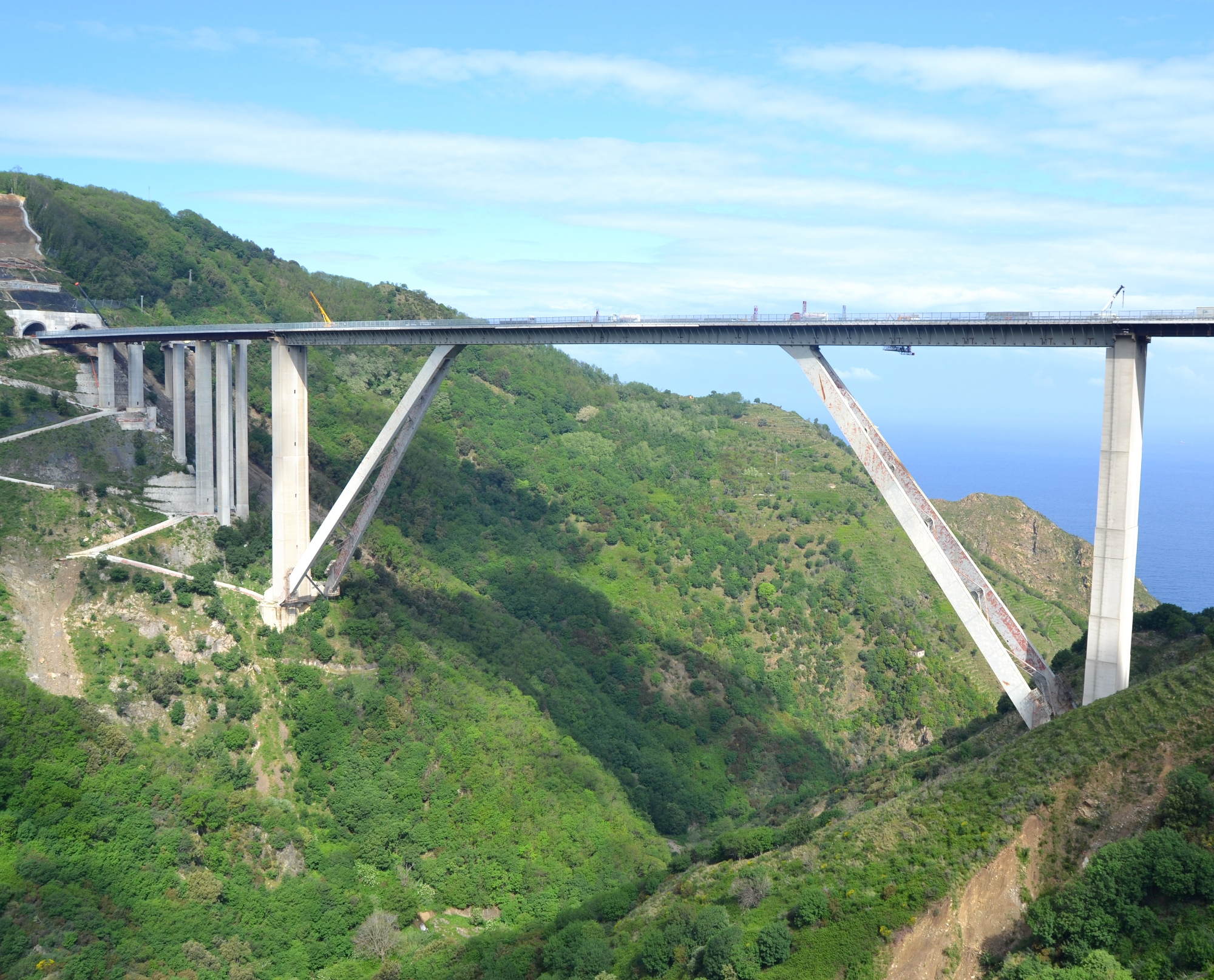
Sfalassà Viadukt
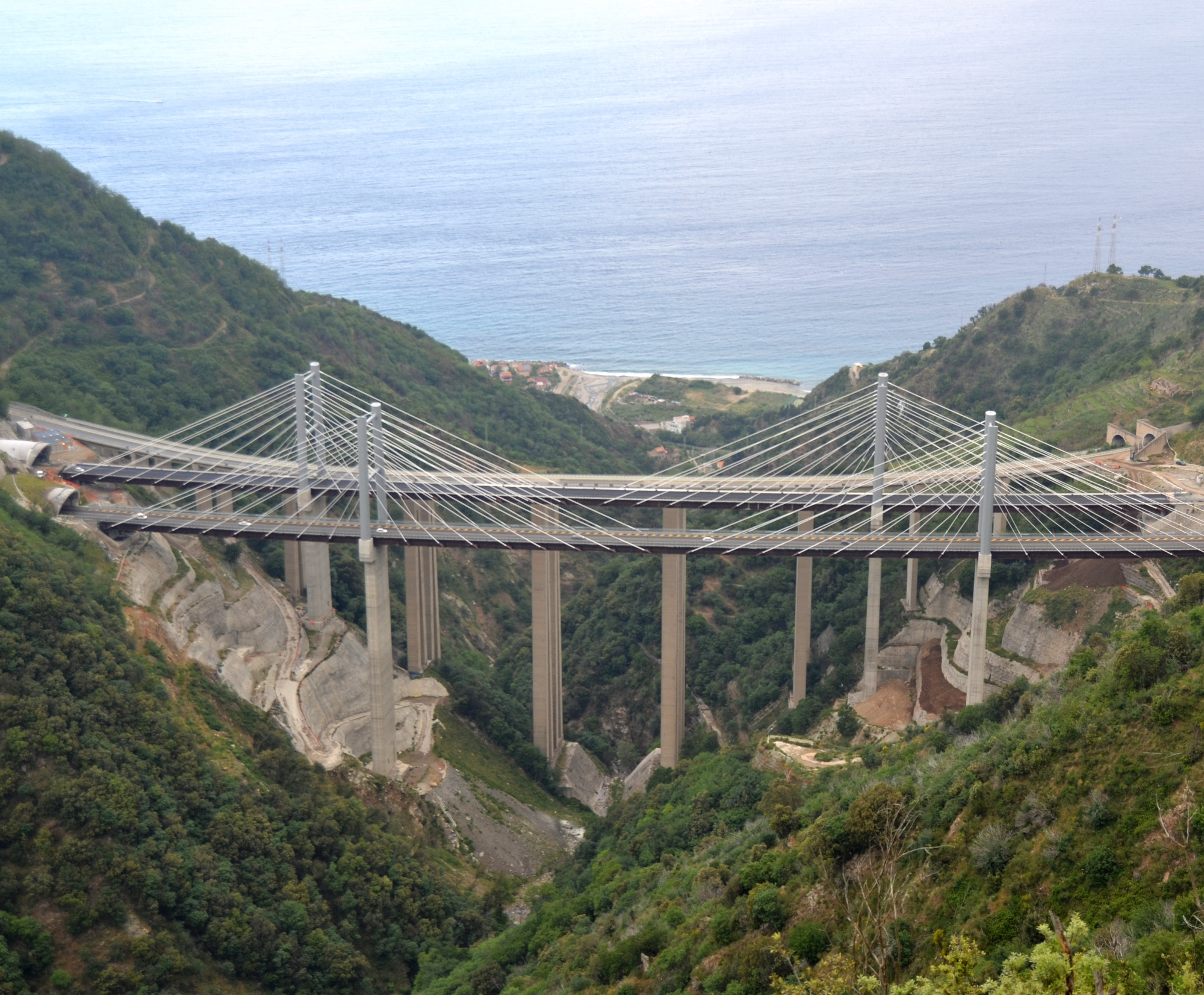
Favazzina Viadukt
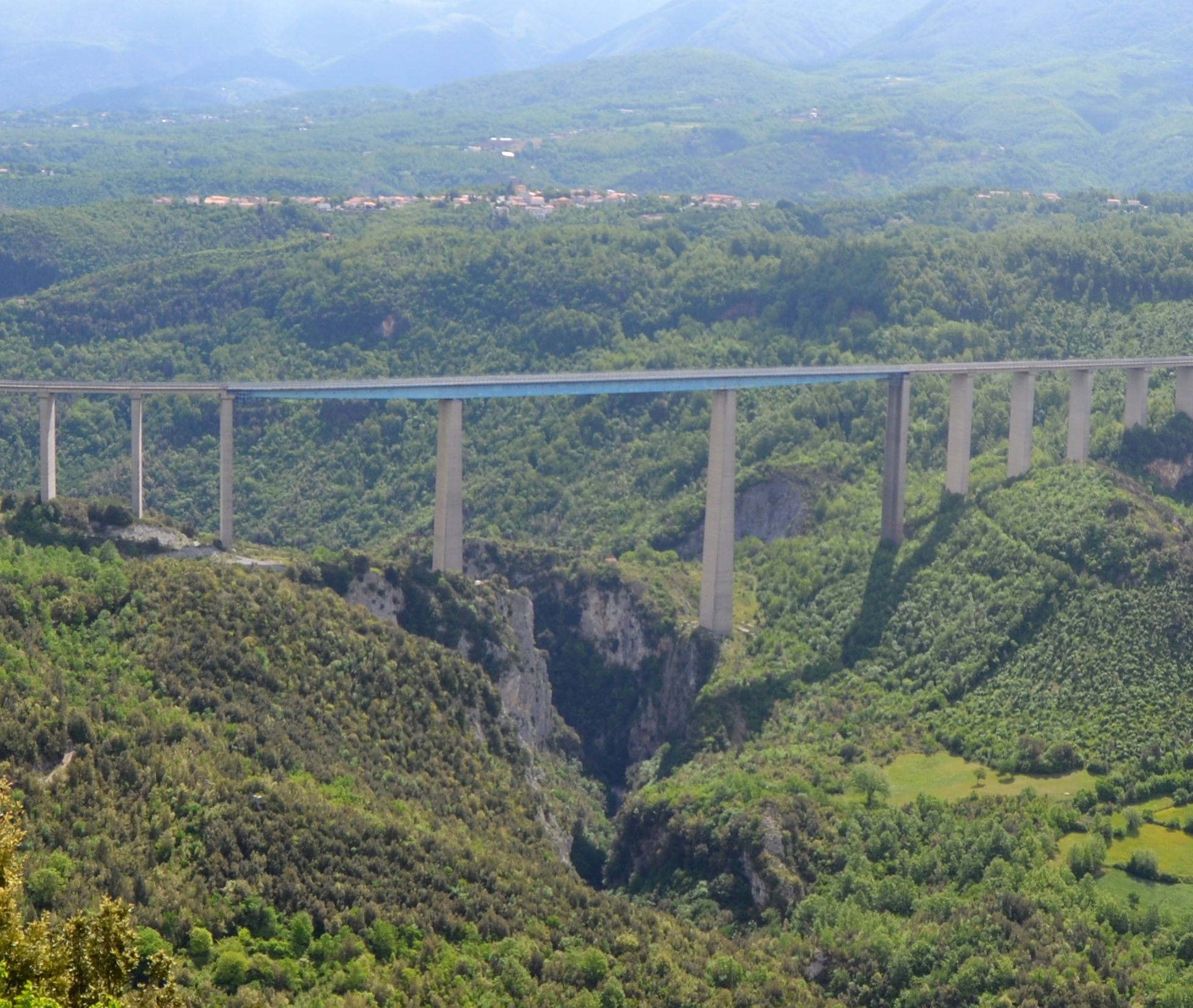
Italia Viadukt
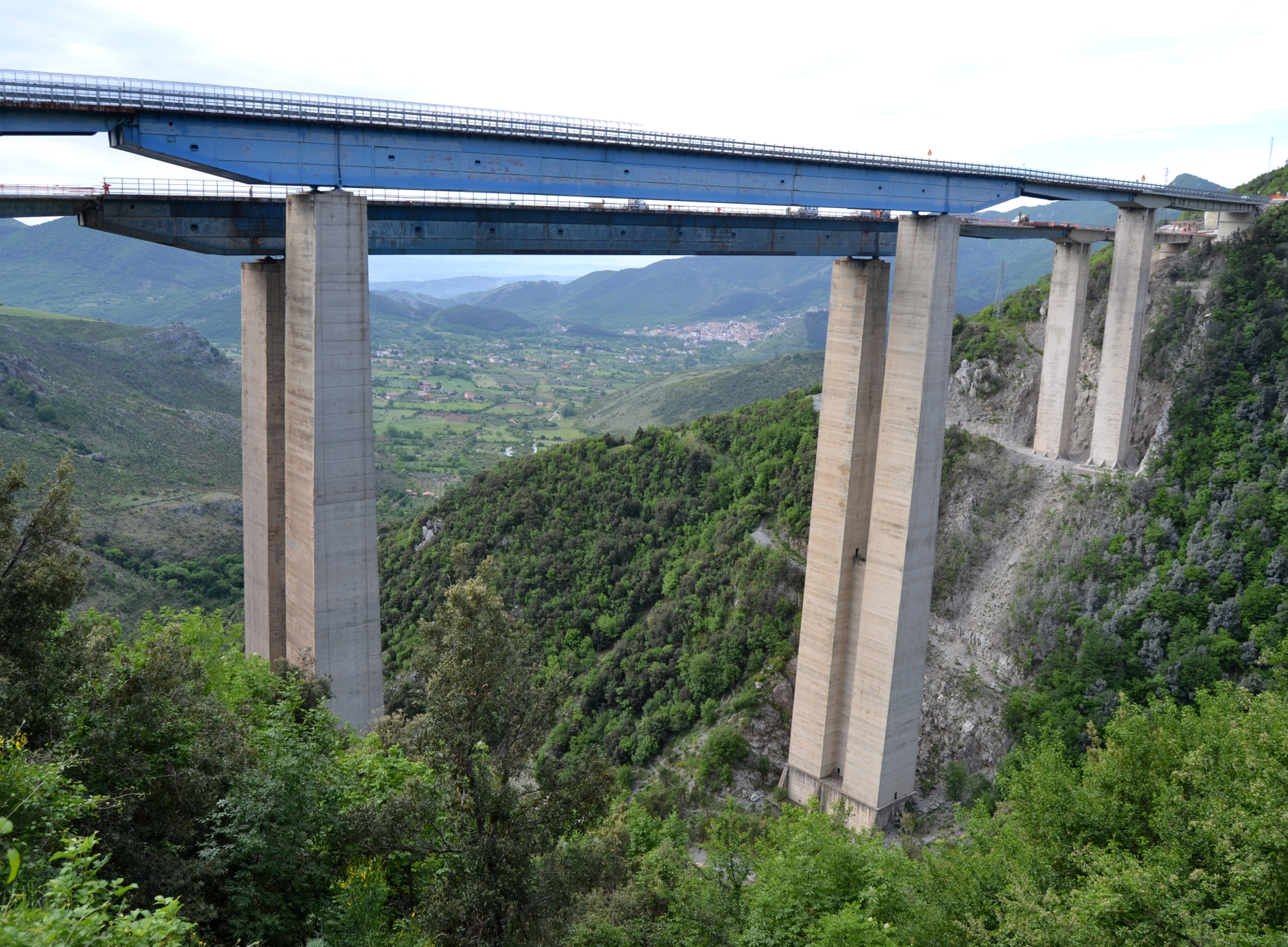
Rago Viadukt
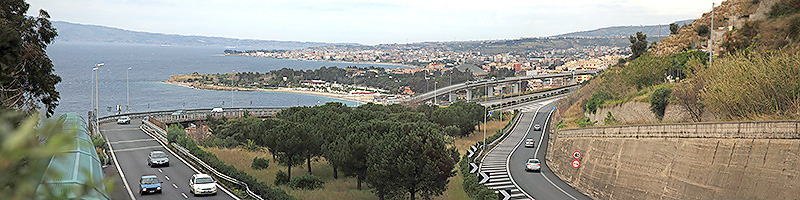
Az autópálya vége: Reggio Calabria és felhajtó RA4 útra